# Долежал, Ян
Ян Долежал (чеш. Jan Doležal; род. 6 июня 1996, Требеховице под Оребем) — чешский легкоатлет, специалист по многоборьям. Выступает за сборную Чехии по лёгкой атлетике с 2013 года, чемпион Европы среди юниоров, победитель и призёр первенств национального значения, участник ряда крупных международных стартов.

## Биография
Ян Долежал родился 6 июня 1996 года в городе Тршебеховице-под-Оребем Краловеградецкого края.
Впервые заявил о себе в лёгкой атлетике на международном уровне в сезоне 2013 года, когда вошёл в состав чешской национальной сборной и побывал на юношеском мировом первенстве в Донецке, откуда привёз награду бронзового достоинства, выигранную в программе восьмиборья — уступил здесь только норвежцу Карстену Вархольму и россиянину Феликсу Шестопалову.
В 2014 году на юниорском мировом первенстве в Юджине занял 16-е место в десятиборье.
В 2015 году на юниорском европейском первенстве в Эскильстуне превзошёл всех своих соперников в десятиборье и завоевал золотую медаль.
На чемпионате Чехии 2018 года в Хладно стал лучшим в десятиборье и начиная с этого времени выступал среди взрослых спортсменов в основном составе чешской сборной. Так, в этом сезоне был девятым в семиборье на чемпионате мира в помещении в Бирмингеме и восьмым в десятиборье на чемпионате Европы в Берлине.
В 2019 году стал серебряным призёром в семиборье на зимнем чемпионате Чехии в Остраве и победил в десятиборье на летнем чемпионате Чехии в Брно.